# Kirk in the Hills

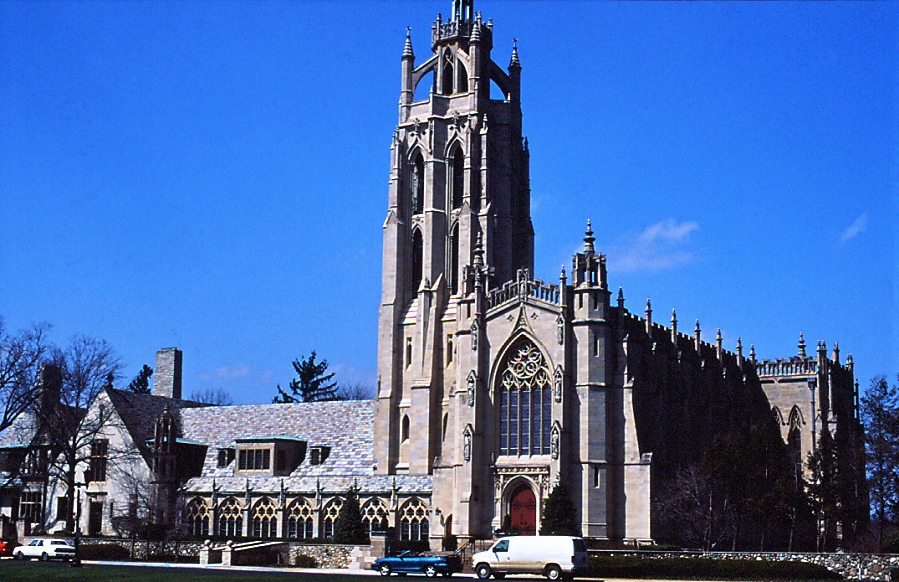
Kirk in the Hills

Die Kirk in the Hills (Kirk: Altenglisch für „Kirche“) ist ein Kirchengebäude der Presbyterian Church (U.S.A.), das 1947 in Bloomfield Township gegründet wurde. 

## Beschreibung
Das Kirchengebäude wurde von den Architekten George D. Mason und Wirt Rowland entworfen und von 1951 bis 1958 erbaut. Im sogenannten „Apostelturm“ („Tower of the Apostles“) befindet sich seit 1960 das (nach Anzahl der Glocken) weltgrößte Carillon.  Die 77 Glocken, die in ihrer Größe von einem Bordun mit einem Durchmesser von 208 cm und einem Gewicht von sechs Tonnen bis zur kleinsten Glocke mit einem Durchmesser von 15 cm und einem Gewicht von 6,35 kg rangieren, wurden von der Familie des Industriellen Roy A. Fruehauf gespendet, dem Inhaber eines der größten Sattelzug-Hersteller (siehe auch: Ackermann Fahrzeugbau). Die fünf größten Glocken tragen die Namen von Mitgliedern der Familie: Roy, Ruth, Royce, Randall und Ruth Ann.  Auch die Orgel wurde von Fruehauf gespendet, nachdem ein Feuer an der Baustelle zwei Jahre vor Fertigstellung der Kirche die bisherige Orgel zerstörte.  Kurz vor seinem Tod 1965 spendete Fruehauf weiteres Geld für die Kirche und den Bau von Nebengebäuden, den Gemeindesaal etc.  Das Gebäude steht auf einem 15-Hektar-Grundstück mit Gärten am Rande eines Sees und stellt eine der besten Beispiele für neugotische Architektur in Michigan dar.  Als Vorbild diente Melrose Abbey in Schottland.
Der Bauschmuck der Kirche besteht aus Skulpturen von einigen der führenden Architektur-Bildhauern der damaligen Zeit, wie Lee Lawrie, Corrado Parducci und John Angel sowie vom Steinmetz Harry Liva.  Im Innenraum kamen Keramikfliesen von Pewabic Pottery zur Anwendung.  In den Gärten finden sich auch Plastiken von Marshall Fredericks.